# بخش خلدسک (خواهان)
خلدسک منطقه ی، است در جنوبِ ولسوالی خواهان و در شمال غرب ولایت بدخشان افغانستان قرار دارد.